# Czerniaty
Czerniaty (biał. Чарняты; ros. Черняты) – wieś na Białorusi, w obwodzie mińskim, w rejonie miadzielskim, w sielsowiecie Miadzioł.

## Historia
W czasach zaborów w granicach Imperium Rosyjskiego.
W dwudziestoleciu międzywojennym wieś leżał w Polsce, w województwie wileńskim, w powiecie duniłowickim (od 1926 postawskim), w gminie Mańkowicze (od 1927 gmina Hruzdowo).
Według Powszechnego Spisu Ludności z 1921 roku zamieszkiwało tu 106 osób, 40 było wyznania rzymskokatolickiego, a 66 prawosławnego. Jednocześnie 20 mieszkańców zadeklarowało polską przynależność narodową, a 86 białoruską. Było tu 20 budynków mieszkalnych. W 1931 w 47 domach zamieszkiwały 223 osoby.
Miejscowość należała do parafii rzymskokatolickiej w Hruzdowie i prawosławnej w Mańkowiczach. Podlegała pod Sąd Grodzki w Postawach i Okręgowy w Wilnie; właściwy urząd pocztowy mieścił się w Mańkowiczach.
W 1938 roku wieś należała do gromady Czerniaty gminy Hruzdowo.
Po agresji ZSRR na Polskę w 1939 roku wieś znalazła się w granicach BSRR. W latach 1941–1944 była pod okupacją niemiecką. Następnie leżała w BSRR. Od 1991 roku w Republice Białorusi.